# 梶川翔平
梶川 翔平（かじかわ しょうへい、6月20日 - ）は、日本の男性声優。大阪府出身。ケンユウオフィス所属。旧芸名は小林 翔平。

## 略歴
アミューズメントメディア総合学院声優学科卒業。2010年3月25日よりEARLY WINGに所属。その後、ケンユウオフィスに移籍。
2010年8月15日付けで芸名を「小林 翔平」から「梶川 翔平」に改名した。

## 人物
方言は関西弁。
特技は薙刀、ドラム。趣味は47都道府県史跡巡り。

## 出演
太字はメインキャラクター。

### テレビアニメ
2010年
- 屍鬼（広沢高俊）
- デュラララ!!（ラビさん）
- ぬらりひょんの孫（三郎猫）
- 薄桜鬼 碧血録（旧幕府兵）
- 夢色パティシエール（見習いシェフA）

2011年
- いつか天魔の黒ウサギ（生徒）
- 戦国☆パラダイス -極-（井伊直政）
- デッドマン・ワンダーランド（ヤマカツ、チャン、若林）
- ドラゴンクライシス!
- FAIRY TAIL（2011年 - 2024年、市民、子ピスケス、ラハール〈2代目〉、町人、魔導士） - 4シリーズ

2012年
- あっちこっち（ゲーム音声）
- クイーンズブレイド リベリオン（骸骨船員）
- パブー&モジーズ（イアン・イグアナ）

2013年
- ダイヤのA（2013年 - 2016年、田中晋、遠藤直樹、斉藤寛巳） - 2シリーズ
- ログ・ホライズン（2013年 - 2021年、飛燕、シゲル、ディンクロン、アオモリ、暗殺者 他） - 3シリーズ

2014年
- 彼女がフラグをおられたら（アナウンス）
- 普通の女子校生が【ろこどる】やってみた。（荒木）
- 鬼灯の冷徹（鉈豆、獄卒）
- オレカバトル（呪師ツクヨミ、勇将クワガ）

2015年
- パンチライン（米歩兵）
- レーカン!（山田〈兄〉）
- ローリング☆ガールズ（ジョニー）

2016年
- 甘々と稲妻（男子生徒）
- かっちけねぇ！（先生）
- TO BE HERO（司会）
- ホイッスル!（井上直樹、金道漢）
- ReLIFE（同僚A）

2017年
- チェインクロニクル 〜ヘクセイタスの閃〜（ウェイン）
- わしも（脱獄犯、店員）

2018年
- 妖怪ウォッチ シャドウサイド（男子学生）
- イナズマイレブン アレスの天秤（丘野康介）
- アンゴルモア 元寇合戦記（オチルバト）
- 僕のヒーローアカデミア（2018年 - 2024年、ギャングオルガのサイドキック、記者、乱波肩動、ビックス） - 3シリーズ
- 進撃の巨人（2018年 - 2022年、住民、イェーガー派、マーレ兵、ウルクリン・レイス、義勇兵 他） - 2シリーズ

2019年
- 3D彼女 リアルガール（課長）
- 爆丸バトルプラネット（2019年 - 2020年、マグナス）
- パズドラ（2019年 - 2023年。少年B、市場の店員）
- GO!GO!アトム
- XL上司。（後輩、入浴客(1)）

2020年
- 映像研には手を出すな!（警備部）
- ファンタシースターオンライン2 エピソード・オラクル（アークス）
- LISTENERS リスナーズ（スティーブ）
- もっと!まじめにふまじめ かいけつゾロリ（ヤギラパパ）
- THE GOD OF HIGH SCHOOL ゴッド・オブ・ハイスクール（動画配信者、ビョン・ジェヒ）
- アラド:逆転の輪（青年）
- 炎炎ノ消防隊 弐ノ章（焔ビト）
- 呪術廻戦（2020年 - 2021年、生徒、相田）
- 『ヒプノシスマイク -Division Rap Battle-』Rhyme Anima（2020年 - 2023年、スペースコロニーリーダー、生徒、ならず者） - 2シリーズ
- いわかける! - Sport Climbing Girls -（スターター）
- ミュークルドリーミー（牛一）
- 魔女の旅々（住民）

2021年
- 回復術士のやり直し
- 聖女の魔力は万能です（研究員、シェフ、騎士団員、マルク・ヤーン、傭兵 他）
- EDENS ZERO（2021年 - 2023年、ベルマン、NPC、ハイウェイ・ヤナ） - 2シリーズ
- 憂国のモリアーティ（ジェフ、マーカス）
- すばらしきこのせかい The Animation（汎用死神黒）
- TSUKIPRO THE ANIMATION 2（気象予報士）
- 境界戦機（アジア軍兵士）
- 見える子ちゃん（小さいおじさん）

2022年
- SHAMAN KING（ナマリ）
- ハコヅメ〜交番女子の逆襲〜（警察官）
- 恋は世界征服のあとで（月光兵C）
- 処刑少女の生きる道（テロリスト）
- SPY×FAMILY（ドミニク、聴衆、WISE機関員、チンピラ、テロリスト 他） - 2シリーズ
- 名探偵コナン（警官）
- はたらく魔王さま!!（イエロー）
- ダンジョンに出会いを求めるのは間違っているだろうかIV 新章 迷宮篇（獣人兄）
- 機動戦士ガンダム 水星の魔女（ペイル寮生徒）
- 陰の実力者になりたくて!（2022年 - 2023年、救護班、スタジアム係員、通行人、市民） - 2シリーズ
- VAZZROCK THE ANIMATION（馬車の御者）

2023年
- クールドジ男子（男子高校生）
- シュガーアップル・フェアリーテイル（職人）
- カードファイト!! ヴァンガード will+Dress（デンダ）
- ひろがるスカイ!プリキュア（不良、男子）
- 僕の心のヤバイやつ（先生、男性）
- Dr.STONE NEW WORLD（重鎮）
- 贄姫と獣の王（家臣）
- 天国大魔境（プログラマー、見張りの男）
- わたしの幸せな結婚（対異特殊部隊隊員）
- ゾン100〜ゾンビになるまでにしたい100のこと〜（コスギーズC）
- 薬屋のひとりごと（宦官）

2024年
- ポケットモンスター（2023年 - 2025年、手下、MCカマー、社員トレーナー）
- 異修羅（行商）
- 月が導く異世界道中 第二幕（騎士、生徒、ケンタウロス）
- WIND BREAKER（2024年 - 2025年） - 2シリーズ
- 黒執事（2024年 - 2025年、学生、軍人） - 2シリーズ
- じいさんばあさん若返る（高橋聡）
- 鬼滅の刃 柱稽古編
- 異世界失格（道具屋の店主、チンピラ、魂の試練）
- 2.5次元の誘惑（カメコA）
- なぜ僕の世界を誰も覚えていないのか?（エルフ）
- 転生したらスライムだった件（バッソン）
- トリリオンゲーム（男性客）
- ドラえもん（テレビ朝日版第2期）（引越し業者A、亀野甲太郎）
- アイドルマスター シャイニーカラーズ 2nd season（スタッフ）

2025年
- どうせ、恋してしまうんだ。
- 俺だけレベルアップな件 Season 2 -Arise from the Shadow-（受審者）
- チ。-地球の運動について-（騎士団）
- るろうに剣心 -明治剣客浪漫譚- 京都動乱（志々雄の部下）
- グリザイア:ファントムトリガー（CIRF隊員C）
- Re:ゼロから始める異世界生活 3rd season（ベネット）
- 謎解きはディナーのあとで（新人デスク）
- 異世界黙示録マイノグーラ〜破滅の文明で始める世界征服〜（ダークエルフ、聖騎士、防衛隊）
- カラオケ行こ!（先生、警察官1、元4番）
- SAKAMOTO DAYS（医者）

### 劇場アニメ
- ガラスのうさぎ（2005年、三太 他）
- バブル（2022年）
- 劇場版 SPY×FAMILY CODE: White（2023年、軍人）
- コードギアス 奪還のロゼ（2024年、ネオ・ブリタニア貴族）

### OVA
- 眼鏡なカノジョ（2010年、正人、男子生徒B、男性）
- クイーンズブレイド 新たなる師弟、新たなる闘い（2011年、クロイツ兵A）

### Webアニメ
2010年代
- ULTRAMAN（2019年、西高生、科特隊員、ブリス星人、サラリーマン、傭兵）
- Plott（2019年 - ）
  - 全力回避フラグちゃん!（モブ男、神様 他） - 他5作品

2020年代
- バキ（2020年、観客）
- 爆丸アーマードアライアンス（2020年 - 2021年、マグナス、ブローラーC）
- 爆丸ジオガンライジング（2021年 - 2022年、マグナス）
- 爆丸エボリューションズ（2022年 - 2023年、マグナス）
- ヴァンパイア・イン・ザ・ガーデン （2022年、兵士、ラルゴ、村人）
- ガンプラくん（2022年、ジムプラくん）
- 爆丸レジェンズ（2023年、マグナス）
- 放課後のブレス（2023年、アリキス兄）

### ゲーム
2007年
- ジェットインパルス（メインシステム〈英語〉、ホワイト将軍）

2008年
- ラスト レムナント（兵士 他）

2010年
- さくらビットマップ（水原 流水）
- デュラララ!! 3way standoff（チェケラ大西）

2011年
- グランナイツヒストリー
- 極道の花嫁（蘇芳院 竜二）
- TOKYOヤマノテBOYS HONEY MILK DISC
- TOKYOヤマノテBOYS SUPER MINT DISC
- TOKYOヤマノテBOYS DARK CHERRY DISC
- FAIRY TAIL PORTABLE GUILD2（アバター男A）
- ラグナロク 〜光と闇の皇女〜（主人公、ヴェーダ）

2012年
- 恋剣乙女（四条力也）
- 出撃!乙女たちの戦場3〜電撃作戦!戦果はエースの名のもとに〜（ジェラルド・バスティアン、アイザック・ブルガーコフ）
- TOKYOヤマノテBOYS Portable HONEY MILK DISC
- Borderlands 2（ドクター ゼッド）
- WHITE ALBUM2 幸せの向こう側（木崎）

2013年
- アルカナ・ファミリア コレツィオーネ!（シモーネ）
- TOKYOヤマノテBOYS Portable SUPER MINT DISC
- TOKYOヤマノテBOYS Portable DARK CHERRY DISC

2014年
- アルカナ・ファミリア コレツィオーネ!（パトリック）

2015年
- ケイオスドラゴン 混沌戦争
- 栽培少年（マラミュート）
- 忍務遂行（八月一日 日向）
- 灰色都市（速水 蓮）
- BAD APPLE WARS
- リア充はじめました(仮)（日比谷 誠）

2016年
- 三国海戦オンライン（張飛）
- ライフ イズ ストレンジ（ザッカリー）
- ワールドチェイン（李白、アルミニウス、保科正之）

2017年
- 逆転オセロニア（伊達政宗）
- TOKYOヤマノテBOYS for V MAIN DISC
- TOKYOヤマノテBOYS for V FAN DISC
- 龍が如く 極2

2018年
- ファイトリーグ（やり手のフラッグ・ジャック）
- JUDGE EYES:死神の遺言（ケンゴ）

2019年
- Black Survival（2019年 - 2020年、ダニエル）
- 元気封神（黄天化、劉邦、蚩尤、共工）
- Borderlands 3
- モンスターストライク（2019年 - 2024年、ケアブリ、乱波肩動、サルワ）
- ファイブキングダム―偽りの王国―（デーン）

2020年
- CocoPPa Dolls（アデル）
- 僕のヒーローアカデミア One's Justice 2（乱波肩動）
- ファイナルファンタジーVII リメイク
- アトリエオンライン 〜ブレセイルの錬金術士〜（マカ）
- モンスターハンター ライダーズ（2020年 - 2021年、ギュンター）
- デュエル・マスターズ プレイス（アルティメット・ドラゴン、龍炎鳳エターナル・フェニックス、鎧亜の咆哮キリュー・ジルヴェス 他）

2021年
- ポケモンマスターズEX（カゲツ）
- LOST JUDGMENT 裁かれざる記憶（御子柴弘）
- ドラゴンクエストX 天星の英雄たち オンライン（アルビデ、祈願の神殿の客4）

2022年
- グランブルーファンタジー（若き日のイングヴェイ）
- MARVEL SNAP（ブラックパンサー）
- 原神（2022年 - 2023年、エルヒンゲン、ガルビビダム）
- 魔法使いの夜（木乃美芳助）

2023年
- ホグワーツ・レガシー（アミット・タッカー、リアンダー・プルウェット）
- WILD HEARTS（主人公）
- OCTOPATH TRAVELER II
- 大航海時代 Origin（エンリケ・デ・アヴィス、ルイ・アントワーヌ・ドブーガンヴィル）
- BLUE PROTOCOL（2023年）

2024年
- 龍が如く8
- ファイナルファンタジーVII リバース
- Rise of the Ronin
- 百英雄伝（ユースケ）
- ライドカメンズ
- デッドライジング デラックスリマスター

2025年
- ドラゴンクエストX 未来への扉とまどろみの少女 オンライン（ホースト）
- モンスターハンターワイルズ

### ドラマCD
- アルカナ・ファミリア Vol.1ピアチェーレ! ラ・プリマヴェーラ
- カーニヴァル リノル
- Vassalord.

### 吹き替え

#### 担当俳優
キム・ミンソク
- 太陽の末裔（キム・ギボム）
- 都会の男女の恋愛法（チェ・ギョンジュン）
- ドクターズ〜恋する気持ち〜（チェ・ガンス）
- 被告人（ソンギュ）

#### 映画
- ARGYLLE/アーガイル
- アイ・オリジンズ
- アイ・ケイム・バイ（トビー〈ジョージ・マッケイ〉）
- アサシン・クラブ
- アメリカの息子（叔父）
- キャッツ（野良猫）
- コナー・マクレガー: ノートリアス（ジョン・カバナ）
- ザ・ゴールドフィンチ（ボリス・パブリコフスキ〈アナイリン・バーナード〉）
- ザ・スイッチ（エヴァン[58]）
- ショート・サーキット（トレント）
- スローターハウス・ルールズ（スマジャー〈ルイス・ストロング〉[59]）
- スノー・ロワイヤル（デクスター〈ベンホリングスワース〉）
- スペンサー・コンフィデンシャル（トレイラー）
- ダーククリスタル: エイジ・オブ・レジスタンス（赤毛パラディン）
- ビッケと神々の秘宝（チューレ）
- DOPE ドープ!!（麻薬捜査官）
- ドリーム 〜狙え、人生逆転ゴール!〜（キム・インソン〈イ・ヒョヌ〉[60]）
- ネイビーシールズ:オペレーションZ（デイブ）
- パーフェクション（チャン）
- パディントン（ヘンリー・ブラウン）
- ハンガー・ゲーム0（セジャナス・プリンツ〈ジョシュ・アンドレス・リベラ〉[61]）
- フラクチャード（ブルース）
- ブラックパンサー/ワカンダ・フォーエバー（ヘンダーソン〈マイケル・ブレイク・クルーゼ〉[62]）
- フリー・ガイ[63]
- ペンタゴン・ペーパーズ/最高機密文書（ロジャー・クラーク〈ジェシー・プレモンス〉）
- 目指せ! スーパースター（コーリー・グレイブス）
- レボリューション 〜米国議会に挑んだ女性たち〜
- 私は世界一幸運よ

#### ドラマ
- アナザー・ライフ（ハビエル）
- アメリカン・ホラー・ストーリー（チャン）
- 栄光へのスピン（マーカス〈ミッチェル・エドワース〉）
- クィア・アイ（ジョン）
- 刑事モース〜オックスフォード事件簿〜（ジャーゴ）
- ゲット・イーブン 〜タダで済むと思った?（エド、シェーン）
- ジェイラーズ（ウェリントン）
- ジェシー!（トニー〈2代目〉）
- Julie and the Phantoms（生徒）
- 親愛なる白人様（アル）
- スローターハウス・ルールズ（スマジャー〈ルイス・ストロング〉）
- デイブレイク 〜世界が終わったその先で〜（ラリー）
- トップボーイ（アーロン）
- ドリー・パートンのハートフル・ソング
- ナイトフォール（ルイ王子）
- ハイタウン（ジュニア〈シェーン・ハーパー〉）
- 病院船 〜ずっと君のそばに〜（クァク・ヒョン〈カン・ミンヒョク〉）※テレビ東京版
- ペーパー・ハウス・コリア: 統一通貨を奪え（リオ〈イ・ヒョヌ〉[64]）
- ボクたちベスト探偵団（バーカー先生）
- ホワイトハウス・ファームの惨劇 〜バンバー一家殺人事件〜（ブレット・コリンズ〈アルフィー・アレン〉[65]）
- ユニークライフ
- ラ・テンプランザ（アラン、ニコラス）

#### テレビ番組
- The Naked（挑戦者）

#### アニメ
- 悪魔城ドラキュラ -キャッスルヴァニア- シーズン4[66]）
- バッドガイズシリーズ（ピラニア）
  - バッドガイズ: めっちゃバッドなクリスマス!?[67]
  - バッドガイズ: 身の毛もよだつ大強盗[68]
- ボージャック・ホースマン（クラッカージャック）
- 龍族 -The Blazing Dawn-（ルー・ミンゼイ〈路鳴沢（従兄弟）〉）

### デジタルコミック
- ガンガンONLINE ほしのこ!（2010年、斉藤）
- BeeTV 近キョリ恋愛（2012年、小南あずさ）
- カドカワストア.TV BACK STAGE!!（2023年、カズマ）[69]
- KillscudCherry
  - フロアンダーズ〜flounders〜（2021年、社員）[70]
  - コンプレックスハーモニー（2021年、牧野要）[71]
  - ヒモ、拾いました。（2021年、同僚社員）[72]

### CM
- アリオ札幌（ナレーション、館内放送）
- コール オブ デューティ モバイル（TVCM、WEB広告）
- ひかりTV st -4500（ナレーション）
- FAIRY TAIL（TVCFナレーション）
- 無双☆スターズ（2017年、ナレーション）

### テレビ番組
- BSドキュメンタリー「ノートルダム火災からの再生」（ボームガルトネール、オリヴィエ・ラトリー）

### その他コンテンツ
- さくらの親子丼 シーズン2（解説放送）
- 花嫁のれん シーズン1 -4（解説放送）
- 放置少女（ナレーション）
- 無双OROCHI 3 Ultimate（PVナレーション）

### シリーズ一覧
1. ↑  第1期（2011年）、第2期（2014年 - 2015年）、第3期（2018年）、続編『100年クエスト』（2024年）
2. ↑  第1期（2013年 - 2015年）、第2期『SECOND SEASON』（2015年 - 2016年）
3. ↑  第1シリーズ（2013年 - 2014年）、第2シリーズ（2014年 - 2015年）、第3シリーズ『円卓崩壊』（2021年）
4. ↑  第3期（2018年）、第4期（2019年）、第7期（2024年）
5. ↑  Season 3 Part 1（2018年）、The Final Season Part 2（2022年）
6. ↑  第1期（2020年）、第2期『+』（2023年）
7. ↑  第1期（2021年）、第2期（2023年）
8. ↑  第1クール（2022年）、第2クール（2022年）
9. ↑  1st season（2022年 - 2023年）、2nd season（2023年）
10. ↑  Season 1（2024年）、Season 2（2025年）
11. ↑  第4期『-寄宿学校編-』（2024年）、第5期『-緑の魔女編-』（2025年）
12. ↑  『テイコウペンギン』、『混血のカレコレ』、『秘密結社ヤルミナティー』、『円満解決!閻魔ちゃん』、『ブラックチャンネル』

### 初出話一覧
1. ↑  第35話初出
2. ↑  第61話初出
3. ↑  第95話初出
4. 1 2 3 4 5 6 7  第3話初出
5. 1 2  第4話初出
6. ↑  第22話初出
7. 1 2 3  第6話初出
8. 1 2  第21話初出
9. 1 2  第5期 第9話初出
10. ↑  第4期 第5話初出
11. 1 2 3  第8話初出
12. ↑  第12話初出
13. 1 2  第5話初出
14. ↑  第71話初出
15. ↑  第751話初出
16. ↑  第754話初出
17. ↑  第9話初出
18. ↑  第16話初出
19. ↑  第43話初出
20. ↑  第11話初出
21. ↑  第66話初出
22. 1 2  第2話初出
23. ↑  第15話初出